# Vakuumska terapija
Vakuumska terapija, imenovana tudi terapija z vakuumskimi kozarčki in terapija ventuza, je oblika zdravilstva z uporabo lokalnega sesanja kože. Vakuumska terapija ima značilnosti psevdoznanosti. O pozitivnem vplivu na zdravje ni dokazov, obstaja pa tveganje poškodb, predvsem pri mokri in ognjeni vakuumski terapiji.

## Učinkovitost
Vakuumska terapija ni podprta z znanstvenimi podatki. V preglednih člankih leta 2014 in 2011 so raziskovalci ugotovili, da je zaradi nerazumne oblike metode in slabe kvalitete raziskav, podpora vakuumski terapiji v klinične namene zelo nizka. Ameriška organizacija "American Cancer Society", ki se posveča boju proti raku, trdi da trenutni podatku ne podpirajo trditev o zdravstvenih učinkih vakuumske terapije in, da terapija prinaša majhno tveganje ožganin. Fizik in komunikator znanosti Simon Singh ter zdravnik in raziskovalec zdravilstva Edzard Ernst sta v svoji knjigi "Trick or Treatment" leta 2008 zapisala, da ne obstajajo dokazi, ki bi kazali na zdravstvene učinke vakuumske terapije za katerikoli zdravstveni namen.
Vakuumsko terapijo nekateri označujejo za šarlatanstvo. Kritiki alternativne medicine, kot sta Harriet Hall in Mark Crislip, so vakuumsko terapijo označili za "psevdoznanstveno neumnost", "neumnost slavnih" in "blebetanje", ter trdijo, da ni dokazov, da bi vakuumska terapija delovala bolje kot placebo.  Farmakolog David Colquhoun piše, da je vakuumska terapija smešna in povsem neverodostojna. Kirurg David Gorski meni, da gre za tveganje brez koristi, ter da v sodobni medicini nima mesta ali ga vsaj ne bi smel imeti.

## Zgodovina in metode
Izvor vakuumske terapije je nejasen. Domnevajo, da praksa izhaja približno iz obdobja 3000 let pred našim štetjem. Že Papirus Ebers, eden najstarejših medicinskih učbnikov, napisan prib. 1550 p.n.š., omenja uporabo vakuumske terapije v Egiptu in podobne prakse ljudstev na področju Sahare. V stari Grčiji je Hipokrat (pribl. 400 p.n.š.) uporabljal metodo za zdravljenje notranjih bolezni in strukturnih težav. Metodo je zelo priporočal tudi Mohamed, zato so jo splošno uporabljali takratni znanstveniki, ki so jo razvijali naprej. Tako se je metoda, v svojih številnih oblikah, razširila daleč po Aziji in Evropi. Znani taoist in zdravilec Ge Hong (281–341 n.š.) prvi omenja uporabo metode na Kitajskem. Metodo je omenjal tudi Mojzes Majmonid in je bila prisotna v vzhodnoevropski judovski kulturi. Danes je vakuumska terapija del tradicionalne medicine v Iranu in na Kitajskem.
Vrste vakuumske terapije lahko razvrstimo s štirimi metodami kategorizacije. Prvi sistem kategorizacije se nanaša na "tehnične načine", ki vključujejo: suho, mokro, masažo in bliskovito terapijo. Druga kategorizacija se nanaša na "moč sesalnih načinov", ki vključujejo: svetlobo, srednjo in močno terapijo. Tretja kategorizacija se nanaša na "način sesanja", ki vključuje: ogenj, ročno sesanje in električno sesalno terapijo. Četrta kategorizacija se nanaša na "snovi v skodelicah", ki vključujejo: rastlinske izdelke, vodo, ozon, moksibucijo, igle in magnetno terapijo.
Nadaljnje kategorije so bile razvite kasneje. Peta se tako nanaša na zdravljeno področje, kar vključuje: obrazno, trebušno, žensko, moško in ortopedsko terapijo. Šesta kategorija se nanaša na "druge načine terapije" in vključuje športno in vodno terapijo.
- Steklo
- Plastika
- Bambus
- Rog/Baker
- Bron

### Suha vakuumska terapija
Postopek suhe vakuumske terapije običajno vključuje ustvarjanje majhnega območja nizkega zračnega podtlaka poleg kože. Obstajajo pa razlike v uporabljenih orodjih, metodah ustvarjanja podtlaka in v postopkih po terapiji.

### Vakuumska terapija z ognjem
Vakuumska terapija z ognjem vključuje namakanje bombažne kroglice v skoraj čisti alkohol. Bombaž držijo s pinceto, ga prižganga položijo v skodelico in hitro odstranijo, skodelica pa se nato hitro položi na kožo. Ogenj porabi ves kisik v skodelici, kar ustvarja negativen pritisk znotraj skodelice, kar "sesa" kožo v skodelico. Včasih se za boljše tesnjenje dodatno uporablja masažno olje, ki hkrati omogoča lažje drsenje po mišičnih skupinah. Zaradi pokanja kapilar se lahko na mestu, kjer so bile pritrjene skodelice, pojavijo podpludbe v obliki temnih krogov. Dokumentirani so tudi primeri opeklin.

### Mokra vakuumska terapija
Mokra vakuumska terapija, znana tudi kot Hijama (arabsko حجامة "sesanje"), ali medicinsko krvavenje, je tehnika, pri kateri se skozi majhno zarezo z lokalnim sesanjem odvzema kri. V nasprotju s suho vakuumsko terapijo mokra zahteva kožno zarezo, ki je lahko narejena pred ali po terapiji. Skodelica bi naj izsesala vsakršne telesne nečistosti, kar lahko vključuje kri, strupe, fragmentirane krvne celice in telesne tekočine.
- Oseba, ki prejema mokro vakuumsko terpaijo
- Kri, izsesana z mokro vakuumsko terapijo

## Stranski učinki
Čeprav je vakuumska terapija kot zdravstveni poseg neučinkovita, lahko njena uporaba včasih prinaša nevšečnosti. Suha vakuumska terapija je v glavnem varna, ko jo izvajajo na zdravih ljudeh, vendar se naj ne bi uporabljala pri nosečnicah, pacientih s tuberkulozo in tumorji, in pri pacientih s sončnimi opeklinami, ožganinami ali drugimi svežimi ranami. 
Krvava vakuumska terapija se naj ne bi izvajala pri ljudeh s hemofilijo, krvno anemijo in menstruacijo ter pri tistih, ki trpijo za problemi srca in ožilja.
Vakuumska terapija z ognjem lahko povzroči ožganine, ki v redkih primerih vodijo v hospitalizacijo in transplantacijo kože.

## Položaj v družbi danes
V sodobnem času je vakuumska terapija pridobila večjo prepoznavnost zaradi javne uporabe s strani ameriških športnih zvezdnikov, med njimi so igralec ameriškega nogometna DeMarcus Ware in olimpijci Alexander Naddour, Natalie Coughlin in Michael Phelps. Ameriški zdravnik Brad McKay je zapisal, da je olimpijska ekipa ZDA svojim oboževalcem naredila škodo s tem, saj bi ti lahko sledili praksi njenih članov, hkrati je to terapijo imenoval "starodavna (a neuporabna) tradicionalna terapija". Ameriški nevrokirurg in skeptični aktivist Steven Novella je zapisal, da je škoda, da so elitni športi, vključno z olimpijskimi igrami, tako vroča postelja za psevdoznanost".
V eseju Georga Orwella "Kako ubogi umrejo" je avtor presenečeno ugotovil, da to izvajajo v pariški bolnišnici.